# Militärflugplatz Decimomannu

i7
i11
i13
Der Militärflugplatz Decimomannu (IATA-Code: DCI, ICAO-Code: LIED) befindet sich im Süden der italienischen Mittelmeerinsel Sardinien. Im Kalten Krieg wurde der Flugplatz von den Luftstreitkräften verschiedener NATO-Mitgliedsstaaten zu Übungszwecken genutzt, danach betrieben ihn die Luftwaffen Italiens und Deutschlands. Mit der am 14. Dezember 2016 erfolgten Auflösung des Taktischen Ausbildungskommandos der Luftwaffe Italien endete die deutsche Mitnutzung des Flugplatzes vorübergehend. Seit 2022 werden in Decimomannu angehende Kampfpiloten an der International Flight Training School auf Jettrainern ausgebildet.

## Lage und Anbindung
Der Flugplatz liegt in der Schwemmlandebene des Campidano, rund 20 Kilometer nordwestlich von Cagliari, der Regionalhauptstadt Sardiniens, zwischen den Gemeinden Decimomannu im Süden, Decimoputzu im Westen, Villasor im Norden und San Sperate im Osten. Vom Stadtzentrum und vom zivilen Flughafen Cagliari-Elmas ist der Militärflugplatz über die autobahnähnliche Straße SS 130 und dann unmittelbar westlich von Decimomannu in nördlicher Richtung auf der Staatsstraße 196 zu erreichen. Unmittelbar südlich von Decimomannu befindet sich ein Bahnhof, von dem aus die Städte Cagliari, Iglesias und Carbonia sowie der Norden Sardiniens zu erreichen sind.

## Infrastruktur
Der Flugplatz hat eine knapp drei Kilometer lange, in Nord-Süd-Richtung verlaufende Start- und Landebahn (17/35). Eine parallel dazu verlaufende Reservepiste dient in der Regel als Rollweg. Westlich der genannten Bahnen befindet sich der Großteil der militärischen Anlagen mit Abstellflächen, Kasernenanlagen und Ausbildungseinrichtungen. Im Nordwesten und Südwesten waren ursprünglich Abstellbereiche mit geschützten Flugzeugunterständen für zwei Staffeln vorgesehen. Die Unterstände wurden nie gebaut und die beiden Bereiche dann zum Teil umgebaut. Eine dritte weitgehend parallele Rollbahn dient als Abstellfläche; sie ermöglicht die Aufnahme von rund 100 Kampfflugzeugen.

## Heutige Nutzung
Decimomannu ist Standort der 212. Staffel, formell ein Teil des 61. Geschwaders in Lecce. Das Geschwader in Lecce ist für die Ausbildung angehender Kampfpiloten zuständig, und dessen in Decimomannu stationierte 212. Staffel mit ihren Jettrainern (Lead-in Fighter Trainer) vom Typ M-346 für die Fortgeschrittenenausbildung. Die Staffel dient dem Übungsflugbetrieb der hier von der italienischen Luftwaffe betriebenen International Flight Training School (IFTS).

Abzeichen des RSSTA (ein nuraghischer Bogenschütze)

Decimomannu ist auch Standort einer Übungs- und Erprobungseinheit (Air Weapons Training Installation AWTI – Reparto Sperimentale e di Standardizzazione Tiro Aereo RSSTA) der italienischen Luftwaffe, die italienische sowie verbündete und befreundete Luftstreitkräfte bei Übungen und Erprobungen unterstützt. Diese Einheit hat keine eigenen Flugzeuge. Auswärtige fliegende Einheiten verlegen in der Regel für mehrere Tage oder einige Wochen von ihren Heimatflugplätzen nach Decimomannu und üben von dort aus in eigens dafür vorgesehenen Lufträumen Luftkämpfe und Angriffe auf Bodenziele.
Vor der Südwestküste Sardiniens, im Abschnitt zwischen Oristano im Norden und der Insel Sant’Antioco im Süden, liegt ein Sperrgebiet (R54/D40), in dem mit Unterstützung von speziellen Sensoren (Autonomous Air Combat Maneuvering Instrumentation AACMI) Luftkämpfe zwischen Kampfflugzeugen, auch verschiedener Typen und Nationalität, simuliert werden (Dissimilar Air Combat Training). Wenige Kilometer südwestlich von Oristano ist der Luftraum über der Landzunge Capo Frasca gesperrt (R59). Capo Frasca dient als Luft-Boden-Schießplatz. Ganz im Süden Sardiniens befindet sich bei Teulada ein Truppenübungsplatz, über dem der Luftraum ebenfalls gesperrt ist (R46). Bei größeren Militärmanövern kommen auch hier Kampfflugzeuge und Hubschrauber zum Einsatz. Von Decimomannu aus werden auch Übungs- und Erprobungseinsätze im weiter nordöstlich gelegenen Sperrgebiet Salto di Quirra (R39/D33) durchgeführt, insbesondere von der italienischen Luftwaffe und Industrie.
Der Militärflugplatz Decimomannu ist auch Standort von kleinen Transport- und Rettungshubschrauber-Einheiten des 15. Hubschraubergeschwaders und der Küstenwache.

## Geschichte
Kurz vor dem Zweiten Weltkrieg gab es auf Sardinien vier Flughäfen: Cagliari-Elmas (Graspiste und Wasserflugplatz), Cagliari-Monserrato, Alghero-Fertilia (daneben Wasserflugplatz Porto Conte) und Olbia (Graspiste und Wasserflugplatz). Ab 1939 wurden weitere militärische Flugfelder angelegt, von denen die bedeutendsten bei Villacidro und Decimomannu lagen. Im Lauf der Zeit kamen Flugfelder bei Capoterra, Sa Zeppara, Santa Giusta (Wasserflugplatz), Fenosu, Milis, Borore, Ottana, Chilivani, Vena Fiorita und andere hinzu.

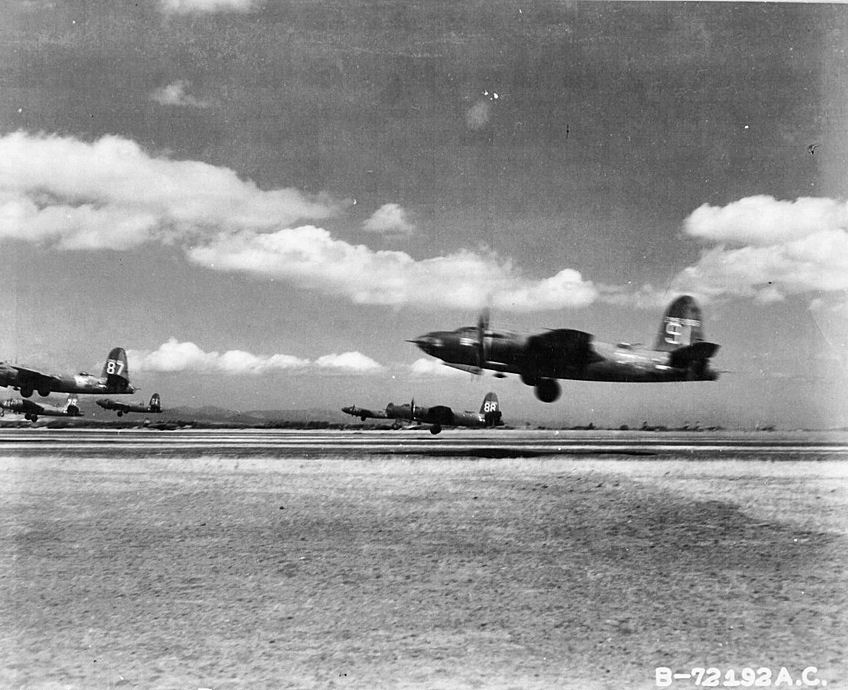
B-26 Marauder 1943 in Decimomannu

Das Flugfeld Decimomannu, das schon damals größtenteils auf dem Gebiet der Gemeinde Villasor lag, hatte seinerzeit eine 2000 Meter lange Graspiste und zunächst drei einfache Gebäude, später kamen noch Wartungshallen, eine Kapelle und Luftschutzbunker dazu. Die Geschichte des Flugplatzes im Zweiten Weltkrieg ist eng verbunden mit zwei Geschwadern, 32º und 36º Stormo, die seinerzeit von Decimomannu aus mit Torpedobombern der Typen Savoia-Marchetti SM.79 und SM.84 gegen die britische Royal Navy eingesetzt wurden. Dabei fiel unter anderem der Geschwaderkommodore des 36. Geschwaders, Riccardo Hellmuth Seidl, und auch sein Nachfolger Giovanni Farina. Nach Seidl wurde später sein Geschwader benannt, nach Farina der Militärflugplatz Decimomannu. Von Decimomannu aus operierten im Lauf der Zeit auch andere Einheiten und Verbände mit Piloten wie Carlo Emanuele Buscaglia und Martino Aichner.
In den ersten sechs Monaten des Jahres 1943 stationierte die deutsche Luftwaffe in Decimomannu Teile des Lehrgeschwaders 1 und der Kampfgeschwader 1, 26, 30 und 54. Diese Geschwader hatten ihren Schwerpunkt in der Seekriegsführung, teilweise auch mit Lufttorpedos.
Nach dem Waffenstillstand von Cassibile übernahmen am 22. September 1943 die Amerikaner den Flugplatz und stationierten dort zunächst die 325th Fighter Group auf Curtiss P-40, dann Martin B-26 der 319th und 320th Bomber Groups. Ab dem 14. Oktober 1943 bauten sie den Flugplatz aus, der schließlich sechs parallele Start- und Landebahnen umfasste. Die simultanen Starts oder Landungen von jeweils sechs Bombern wurden bald als „Fliegender Zirkus des Colonel Randy“ bekannt. Am 21. September 1944 endete mit der Verlegung der US-Bomber nach Korsika der Flugbetrieb in Decimomannu und der Flugplatz verkam in den folgenden zehn Jahren.

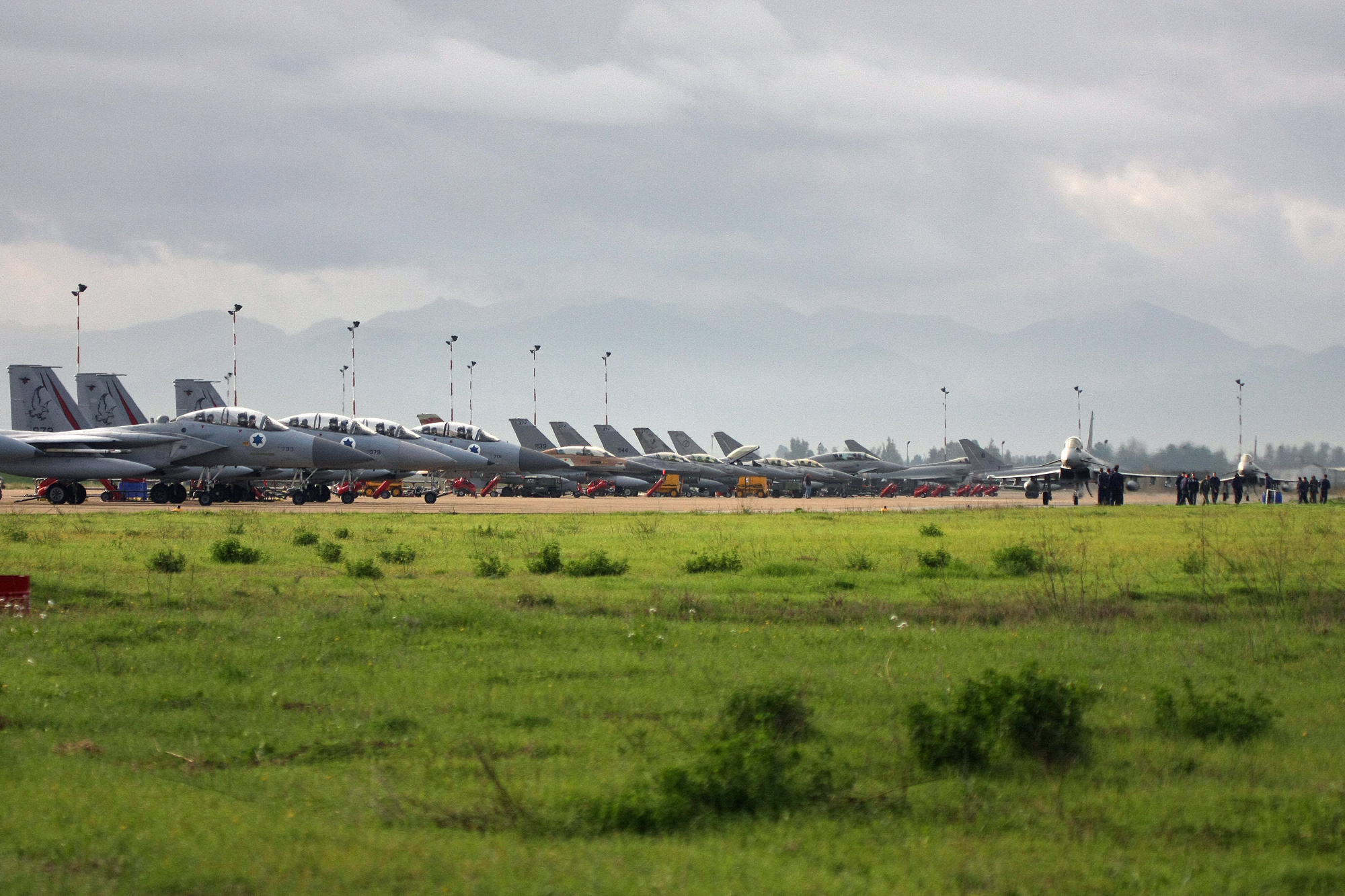
Flightline in Decimomannu

In der Nachkriegszeit suchten NATO-Luftstreitkräfte in Europa bald nach Flugplätzen, die abseits des Eisernen Vorhangs in klimatisch vorteilhafter Lage möglichst realitätsnahe Übungen ihrer Kampfpiloten ermöglichen sollten. Die Wahl fiel schließlich auf Decimomannu im dünn besiedelten Sardinien, an dessen Westküste es so gut wie keinen zivilen Luftverkehr gab. Der Flugplatz sollte eigentlich eine Marinefliegerbasis werden. Ab Ende 1954 wurde er nach damaligen NATO-Standards praktisch neu errichtet und zur Air Weapons Training Installation (AWTI) umfunktioniert. Die italienische Luftwaffe erwarb gleichzeitig die Halbinsel Capo Frasca und machte daraus einen Luft-Boden-Schießplatz. Im März 1957 stellte sie in Decimomannu ihr Ausbildungskommando auf, dem im folgenden Monat das der Royal Canadian Air Force folgte. Am 16. Dezember 1959 unterzeichneten Italien, Kanada und die Bundesrepublik Deutschland ein Abkommen, das die gemeinsame Nutzung und den Betrieb des Flugplatzes und der dazugehörigen Einrichtungen regelte. 1960 wurde das „Deutsche Luftwaffenübungsplatzkommando Italien“ aufgestellt, das man 1983 in „Taktisches Ausbildungskommando der Luftwaffe Italien“ umbenannte. Am 24. September 1960 landeten Kampfflugzeuge der Bundeswehr, F-84F, erstmals in Decimomannu.
Im Lauf der Zeit nutzten auch verschiedene andere NATO-Partner den Flugplatz, vor allem die United States Air Forces in Europe (4th Detachment, 40th Tactical Group, Aviano), die hier zeitweise die 527th Aggressor Squadron einsetzten, und die britische Royal Air Force. Letztere richtete 1970 ein Ausbildungskommando in Decimomannu ein und löste das der Kanadischen Streitkräfte ab, die Decimomannu im Juli jenes Jahres verließen. 1973 weihte man in Decimomannu mit der „Domus Dei“ die erste und bis heute einzige ökumenische Militärkirche in Italien ein. Mit amerikanischer Unterstützung wurde Anfang 1979 eine erste Air Combat Maneuvering Instrumentation aktiviert, ein System, mit dem simulierte Kampfeinsätze auch vom Flugplatz aus mitverfolgt, aufgezeichnet und danach zusammen mit den Piloten analysiert werden konnten. 2002 wurde dieses von der moderneren deutsch-italienisch-israelischen Autonomous Air Combat Maneuvering Instrumentation abgelöst.

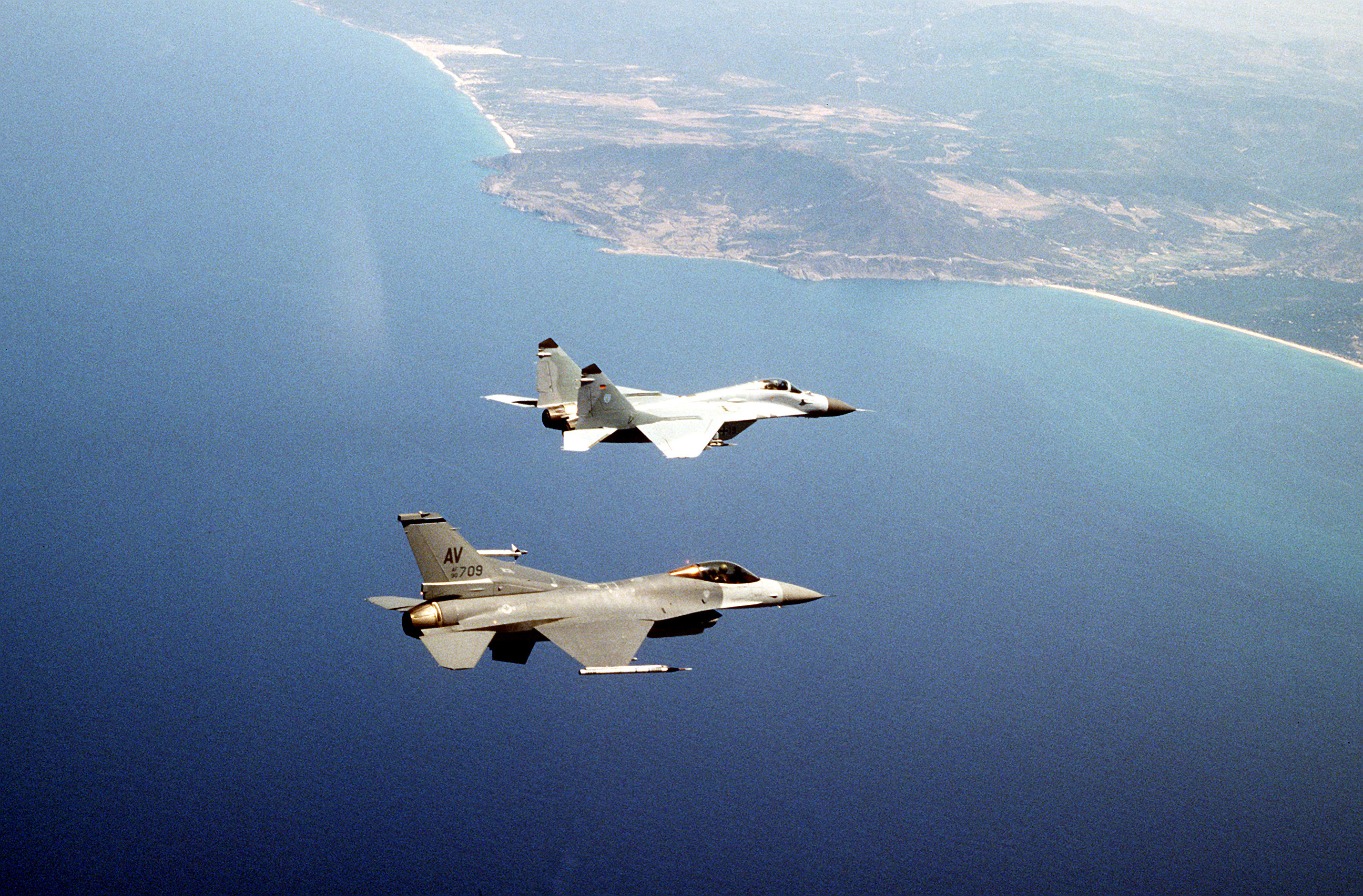
F-16 der US Air Force und MiG-29 der Bundeswehr 1995 über der Südwestküste Sardiniens

Decimomannu war während des Kalten Krieges mit rund 60.000 Flugbewegungen jährlich einer der aktivsten Militärflugplätze der NATO. Zur Vereinfachung und Beschleunigung der Flugzeugbetankung wurde 1986 ein Hydrant Refuelling System mit Anschlüssen an 51 Flugzeugstellplätzen in Betrieb genommen. Auch Erweiterungen des Vorfelds und eine Sanierung der Start- und Landebahn erfolgten zu dieser Zeit. Zwischen 1985 und 1986 übernahm Decimomannu für einige Monate den Zivilverkehr des Flughafens Cagliari, dessen Piste ebenfalls überholt werden musste.
1991 landeten erstmals MiG-29 in Decimomannu. Es handelte sich um Exemplare, die die Bundeswehr von der Nationalen Volksarmee der DDR übernommen hatte. Die Maschinen wurden nicht nur in Decimomannu zum begehrten Übungspartner. Ab den 1990er Jahren wurde es auf dem Flugplatz etwas ruhiger. Nachdem die Amerikaner ihre Ausbildungseinheit in Decimomannu aufgelöst hatten, zogen 1998 auch die Briten ab. Trotz der weniger intensiven Nutzung des Flugplatzes und der genannten Übungsräume forderte die Regionalregierung Sardiniens wiederholt eine Verringerung der militärischen Sperrgebiete und Übungen auf der Insel. Die deutsche Luftwaffe kündigte den Nutzungsvertrag zum Ende des Jahres 2016, insbesondere wegen der weiter eingeschränkten Übungsmöglichkeiten auf dem Luft-Boden-Schießplatz Capo Frasca und der auch damit verbundenen Kosten-Nutzen-Frage.
Nachdem einige Zeit die Schließung des Flugplatzes im Raum stand, mit der die Regionalregierung ebenfalls nicht einverstanden war, fand man mit der Gründung einer internationalen Flugschule einen neuen Weg in die Zukunft. Das 61. (Ausbildungs-)Geschwader in Lecce hatte in den 2010er Jahren begonnen, die Pilotenausbildung nach dem Vorbild des Euro-NATO Joint Jet Pilot Trainings, das bis heute im texanischen Sheppard durchgeführt wird, zu internationalisieren. Da man in Lecce für den letzten (IV.) Ausbildungsabschnitt spezielle Lead-in Fighter Trainer vom Typ M-346 erhielt und dieser Abschnitt (umweltschonendere) Ähnlichkeiten mit der früheren Nutzung Decimomannus und dessen umliegender Übungsräume aufweist, beschloss man die Verlegung der M-346-Staffel nach Sardinien und ihre Eingliederung in die dort 2018 etablierte International Flight Training School (IFTS). Für diese Schule wurde auf dem Flugplatz ab 2020 ein hochschulähnlicher Campus geschaffen. Zu den Nutzern der IFTS gehören die österreichischen Luftstreitkräfte (bereits in Lecce, auch mit Fluglehrern) und die deutsche Luftwaffe.